# The Dirty Story: The Best of Ol' Dirty Bastard
The Dirty Story: The Best of Ol' Dirty Bastard è una compilation del rapper statunitense Ol' Dirty Bastard, pubblicata nel 2001.
La raccolta, atipica (l'artista ha pubblicato due album ufficiali), esce mentre Ol' Dirty Bastard è ancora coinvolto in problemi di droga e legali.
| Recensione | Giudizio |
| ---------- | -------- |
| AllMusic   | [ 1 ]    |

## Tracce
1. Shimmy Shimmy Ya – 2:50 (testo: Robert Diggs, Russel Jones – musica: RZA)
2. Brooklyn Zoo – 3:35 (testo: Derek Harris, Jones – musica: Ol' Dirty Bastard, True Master)
3. Got Your Money (feat. Kelis) – 3:57 (testo: Chad Hugo, Pharrell Williams, Jones – musica: The Neptunes)
4. Dirty Dancin' (feat. Method Man) – 2:39 (testo: Diggs, Jones, Clifford Smith – musica: RZA)
5. Raw Hide (feat. Method Man & Raekwon) – 4:03 (testo: Smith, Corey Woods, Diggs, Jones – musica: RZA)
6. Proteck Ya Neck II The Zoo (feat. 12 O'Clock, 60 Second Assassin, Lord Buddah Monk*, Killer Priest*, Murdoc, Prodigal Sun*, Shorty Shit Stain, Zoo Keeper*) – 4:13 (testo: Ellery Chambers, Frederick Cuffie, Odion Turner, Diggs, Jones, V. Sims, Walter Reed – musica: RZA)
7. Recognize (feat. Chris Rock) – 4:55 (testo: Hugo, Williams, Jones – musica: The Neptunes)
8. Cold Blooded – 3:34 (testo: Rick James – musica: The Neptunes)
9. Fantasy (Remix) (feat. Mariah Carey) – 4:40 (testo: Andrew Belew, Chris Frantz, Dave Hall, Mariah Carey, Steven Stanley, Tina Weymouth)
10. I Can't Wait – 3:59 (testo: Irving Gotti, Mark Snow, Jones – musica: Dat Nigga Reb, Irv Gotti)
11. Good Morning Heartache (feat. Lil' Mo) – 4:20 (testo: Fisher, Drake, Higgin, Botham – musica: Flavahood Productions)